# Stevarcija
Stevarcija (stjuarcija, lat. Stewartia) je biljni rod iz porodice čajevki (Theaceae). Postoji 22 priznsate vrste uresnog drveća i grmlja rasprostranjenog u istočnoj i jugoistočnoj Aziji i američkim državama Tennessee i Alabama.
Cijeli rod, u Hrvatskoj poznat kao hartija (Hartia), uklopljen je u stevarciju, i njegov je sinonim.

## Vrste
1. Stewartia acutisepala P.L.Chiu & G.R.Zhong
2. Stewartia calcicola T.L.Ming & J.Li
3. Stewartia cordifolia (H.L.Li) J.Li & T.L.Ming
4. Stewartia crassifolia (S.Z.Yan) J.Li & T.L.Ming
5. Stewartia densivillosa (Hu ex Hung T.Chang & C.X.Ye) J.Li & T.L.Ming
6. Stewartia laotica (Gagnep.) J.Li & T.L.Ming
7. Stewartia malacodendron L.
8. Stewartia medogensis J.Li & T.L.Ming
9. Stewartia micrantha (Chun) Sealy
10. Stewartia monadelpha Siebold & Zucc.
11. Stewartia obovata (Chun ex Hung T.Chang) J.Li & T.L.Ming
12. Stewartia ovata (Cav.) Weath.
13. Stewartia pseudocamellia Maxim.
14. Stewartia pteropetiolata W.C.Cheng
15. Stewartia rostrata Spongberg
16. Stewartia rubiginosa Hung T.Chang
17. Stewartia serrata Maxim.
18. Stewartia sichuanensis (S.Z.Yan) J.Li & T.L.Ming
19. Stewartia sinensis Rehder & E.H.Wilson
20. Stewartia sinii (Y.C.Wu) Sealy
21. Stewartia tonkinensis (Merr.) C.Y.Wu ex J.Li
22. Stewartia villosa Merr.
23. Stewartia yunnanensis Hung T.Chang

## Sinonimi
- Cavanilla Salisb.
- Hartia Dunn
- Malachodendron Mitch.